# Metaphidippus odiosus
Metaphidippus odiosus är en spindelart som först beskrevs av George William Peckham och Elizabeth Maria Gifford Peckham 1901.  Metaphidippus odiosus ingår i släktet Metaphidippus och familjen hoppspindlar. Inga underarter finns listade i Catalogue of Life.